# Macrotarsomys
Macrotarsomys (Milne-Edwards & G. Grandidier, 1898) è un genere di roditori della famiglia dei Nesomiidi.

## Descrizione

### Dimensioni
Al genere Macrotarsomys appartengono roditori di piccole dimensioni, con lunghezza della testa e del corpo tra 86 e 150 mm, la lunghezza della coda tra 100 e 240 mm e un peso fino a 105 g.

### Caratteristiche craniche e dentarie
Il cranio presenta un rostro lungo e sottile, una scatola cranica tondeggiante e le bolle timpaniche rigonfie. Il palato è corto, largo e fornito di due fori palatali anteriori allungati. Gli incisivi superiori sono lisci e giallo-arancioni. Il terzo molare è ridotto.
Sono caratterizzati dalla seguente formula dentaria:

### Aspetto
Il corpo è simile a quello dei gerbilli. Il colore delle parti superiori varia dal color sabbia al bruno fulvo, mentre le parti inferiori sono biancastre. Le orecchie sono grandi, larghe e prive di peluria. I piedi sono stretti ed allungati, le tre dita centrali sono più lunghe di quelle esterne mentre il quinto dito a sua volta è più lungo dell'alluce. Quest'ultimo è munito di un artiglio disposto molto indietro. La pianta dei piedi è provvista di sei piccoli cuscinetti. La coda è molto lunga e termina con un ciuffo di lunghi peli.

## Distribuzione
Si tratta di roditori terricoli endemici del Madagascar.

## Tassonomia
Il genere comprende 3 specie.
- Macrotarsomys bastardi
- Macrotarsomys ingens
- Macrotarsomys petteri